# Wolfgang Beier
Wolfgang Beier (* 20. Dezember 1925 in Dresden) ist ein deutscher Zeichner und Grafiker.

## Leben
Beier absolvierte von 1940 bis 1943 in Dresden eine Lehre als Lithograf. Danach wurde er zur Wehrmacht eingezogen, und er nahm am Zweiten Weltkrieg teil. Nach der Entlassung aus der Kriegsgefangenschaft studierte er von 1947 bis 1951 Grafik an der Hochschule für Bildende Künste Dresden, unter anderem bei Josef Hegenbarth. Während des Studiums lernte er auch Ernst Lewinger kennen, dem er künstlerisch nahesteht. Nach dem Studienabschluss verdiente Beier seinen Lebensunterhalt in Dresden freischaffend mit gebrauchsgrafischen Arbeiten, ab 1960 vor allem mit Zeichnungen für die Semperoper, so u. a. 1960 für das Programmheft zu Der Barbier von Sevilla.
Beier war bis 1990 Mitglied des Verbands Bildender Künstler der DDR (VBK) und danach des Sächsischen Künstlerbunds sowie des Bundesverbands Bildender Künstlerinnen und Künstler (BBK).
Druckgrafiken und Zeichnungen Beiers befinden sich u. a. im Kupferstichkabinett Dresden.

## Werk
Bekannt geworden ist Beier mit seinen vorrangig kleinformatigen Bildern, welche am häufigsten mit Feder oder Kohle entstanden. Küstenlandschaften und Stadtansichten sind dabei favorisierte Motive. Anfangs expressionistische Zeichnungen werden seit dem Ende der 70er Jahre durch kleinteiligere dekomponierte Bildstrukturen abgelöst. Besonders nennenswert sind seine mit Deckfarben übermalten Holzschnitte und seine fein strukturierten Farbradierungen.

## Ausstellungen (unvollständig)

### Personalausstellungen
- 1977: Berlin, Galerie Berlin des Staatlichen Kunsthandels (Farbradierungen; mit Wolfgang E. Biedermann, Herta Günther und Ullrich Hachulla)
- 1982: Dresden, Neue Dresdner Galerie (Farbradierungen, Aquarelle, Zeichnung)
- 1984: Bautzen, Kunstgalerie Budyšin (Farbradierungen und Zeichnungen)
- 1987: Dresden, Galerie Nord (Zeichnungen, Aquarelle, Farbradierungen)
- 1996: Dresden, Leonhardi-Museum

### Teilnahme an zentralen und wichtigen regionalen Ausstellungen in der DDR
- 1967/1968 und 1977/1978: Dresden, VI. Deutsche Kunstausstellung und VIII. Kunstausstellung der DDR
- 1969: Berlin, Club der Kulturschaffenden Johannes R. Becher („20 Jahre Grafik in der DDR“)
- 1974: Dresden, Kupferstichkabinett („Zeichnungen in der Kunst der DDR“)
- 1974, 1979 und 1985: Dresden, Bezirkskunstausstellungen
- 1979: Schwerin, Staatliche Museen („Farbige Grafik in der DDR“)